# Hadagali, Bijapur
Hadagali là một làng thuộc tehsil Bijapur, huyện Bijapur, bang Karnataka, Ấn Độ.